# Liste von Religionsmuseen
Ein Religionsmuseum (Religionsgeschichtliches Museum) dokumentiert das Leben, die Kultur und Kunst bestimmter Religionen in ihrer Geschichte. Neben den Jüdischen Museen gibt es weitere Museen zur Geschichte der Religionen. Dazu zählen:
in Deutschland:
- Religionskundliche Sammlung, Marburg
- Stiftsmuseum Treis-Karden, Rheinland-Pfalz, Deutschland
- RELíGIO – Westfälisches Museum für religiöse Kultur, Telgte, Deutschland

Weitere:
- Museum Guimet (gegr. 1879 in Lyon, jetzt in Paris), gilt als erstes religionsgeschichtliches Museum weltweit
- Musée du Désert, Mas Soubeyran, Gemeinde Mialet, Département Gard, Frankreich
- Religionsmuseum Ulan Bator, Mongolei
- Museum Catharijneconvent, Utrecht, Niederlande
- Stiftsmuseum Klosterneuburg, Österreich
- Stiftsmuseum Millstatt, Österreich
- Museum für Religionsgeschichte (St. Petersburg), Russland, (in der Sowjetzeit: "Museum für Geschichte der Religion und des Atheismus")
- St Mungo Museum of Religious Life and Art, Glasgow, Schottland
- Slowenisches Religionsmuseum, Zisterzienserkloster Stična
- Religionsmuseum (Taiwan)
- Marian & Religious Museum, Brooklyn, New York, Vereinigte Staaten
- Museum at Hebrew Union College-Jewish Institute of Religion, New York
- Museum für Religionsgeschichte, Lviv

Siehe auch:
- Liste von Kirchenmuseen
- Diözesanmuseum
- Dommuseum